# Сант’Агата сул Сантерно
Сант’Агата сул Сантерно (итал. Sant'Agata sul Santerno) је насеље у Италији у округу Равена, региону Емилија-Ромања.
Према процени из 2011. у насељу је живело 2404 становника. Насеље се налази на надморској висини од 12 м.

## Становништво
Према резултатима пописа становништва 2011. у општини је живело 1.921 становника.
| 1931. | 1936. | 1951. | 1961. | 1971. | 1981. | 1991. | 2001. | 2011. |
| ----- | ----- | ----- | ----- | ----- | ----- | ----- | ----- | ----- |
| 2.191 | 2.179 | 2.205 | 2.367 | 2.258 | 2.085 | 2.002 | 2.131 | 1.921 |

## Партнерски градови
- Ебулеф